# Forêt de Daintree

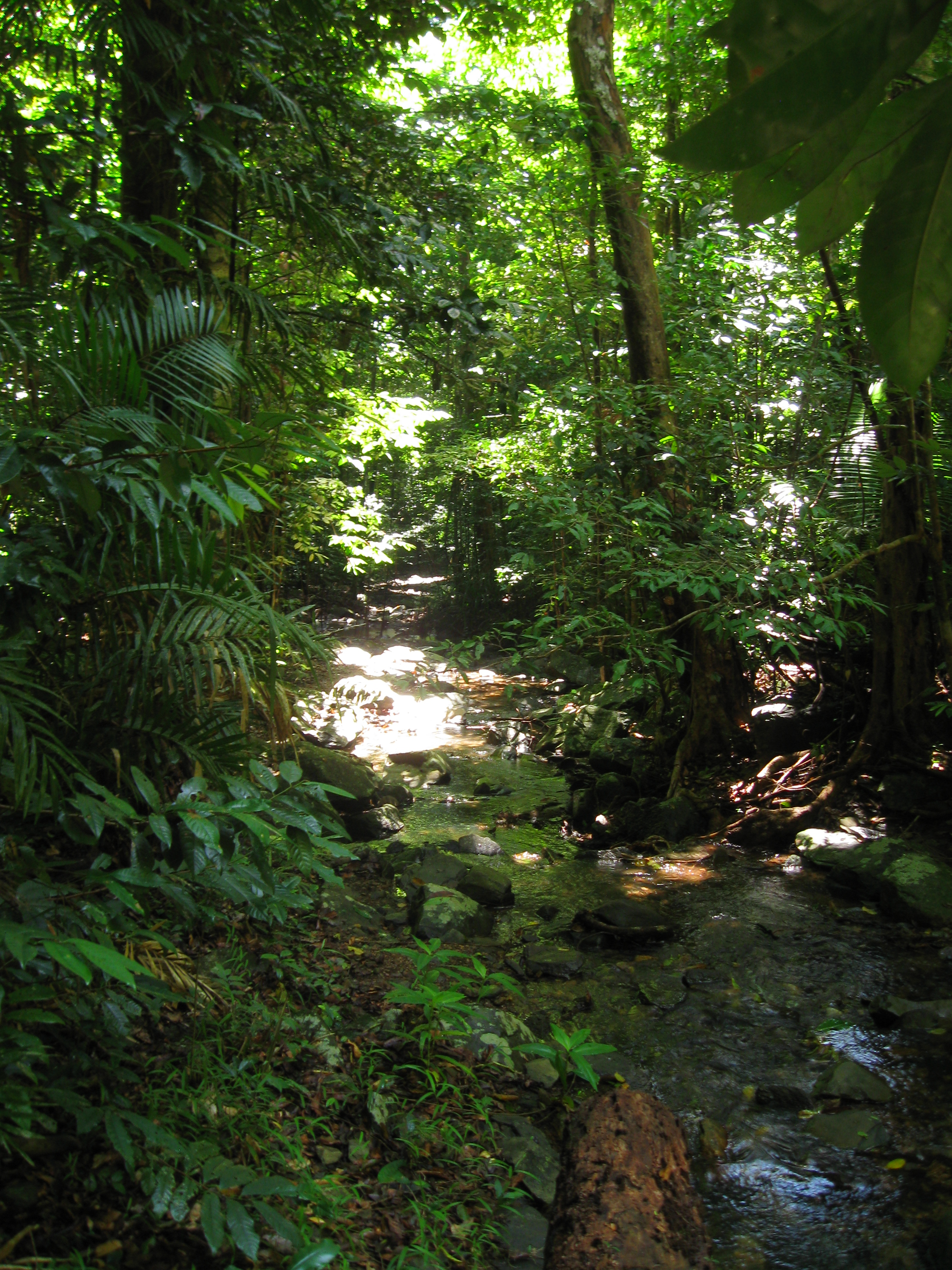
Forêt Tropicale de Daintree

La Forêt Tropicale de Daintree est une région forestière humide tropicale de la côte nord-est du Queensland, en Australie, au nord de Mossman et de Cairns. D'une superficie d'environ 1 200 km2 le Daintree est la plus grande zone continue de forêt tropicale en Australie. Le long de la côte nord de la Daintree River, la forêt tropicale pousse droit vers le bord de la mer.

## Description
Cette forêt humide porte le nom de Richard Daintree, un géologue et photographe australien (1832-1878).
La zone comprend le Parc national de Daintree, certaines zones de forêts nationales et certaines terres privées, y compris une communauté résidentielle de cinq personnes. Certaines des terres privées au nord de la chaîne Peninsula sont progressivement achetées à des fins de conservation en vertu d'un programme gouvernemental $ 15 million impliquant des contributions égales de la municipalité (Conseil régional de Cairns régional, qui comprend l'ancien conseil Douglas Shire ), l'État du Queensland et le gouvernement fédéral australien. En mai 2011, 72 % des biens destinés au rachat ou à l'indemnisation avaient été fixés. Ces zones de « rachat » de la forêt tropicale incluent 215 parcelles achetées par le Parks and Wildlife Service de Queensland et 13 achetées par les organismes privés de conservation.
La forêt humide de Daintree contient 3 % des espèces australiennes de grenouilles, de reptiles et de marsupiaux, et 90 % des espèces de chauves-souris et de papillons d'Australie. 7 % des espèces d'oiseaux du pays peuvent être trouvées dans cette région. Il y a également plus de 12 000 espèces d'insectes dans la forêt tropicale. Toute cette diversité est contenue dans une zone qui représente 0,1 % de la surface de l'Australie. Une partie de la forêt est protégée par le Parc national de Daintree et drainée par la rivière Daintree. Les routes au nord de la rivière serpentent à travers les zones de forêt luxuriante. Elles ont été conçues en minimisant les impacts environnementaux.
Peuple
Les Kuku Yalanji sont les plus anciens habitants de cette forêt. Ces aborigènes ont occupé la Daintree pendant plus de 50 000 ans avant l’arrivée des premiers colons britanniques. C’était alors l’endroit le plus peuplé d’Australie, et la seule zone de forêt pluviale habitée de manière permanente.
Aujourd’hui, il reste 20 000 personnes qui parlent encore 8 langues autochtones, et qui sont réparties en 20 tribus et 120 clans. Jusqu’à l’arrivée de George Dalrymple en 1873, la Daintree ne portait pas de nom. Elle a été nommée ainsi en hommage à Richard Daintree, un géologue anglais qui était alors le représentant du Queensland à Londres. M. Daintree n’a, pour autant, jamais mis les pieds dans la forêt qui porte son nom, mais ses études géologiques ont permis d’y trouver des mines d’or et de charbon.